# Can’t Let Go
Király Linda számát lásd a Can’t Let Go (Király Linda-dal) címen.
A Can’t Let Go Mariah Carey amerikai énekesnő második kislemeze második, Emotions című albumáról. A szám egy lassú, szomorkás hangvételű  dal.

## Felvételek
Carey pénzügyi okok miatt összeveszett korábbi dalszerzőpartnerével, Ben Marguliesszel, és a kiadó azt javasolta, hogy első albuma, a Mariah Carey többi producere – Rhett Lawrence, Ric Wake, Narada Michael Walden és Walter Afanasieff – közül valakivel kezdjen el dolgozni. Carey Afanasieffet választotta, aki második kislemeze, a Love Takes Time producere volt 1990-ben. A Can’t Let Go volt az egyike azon számoknak, melyeket közösen írtak. A dalt Carey előadta szeptemberben az Arsenio Hall Show, novemberben pedig a Saturday Night Live keretében.

## Fogadtatása
Carey első öt, az USA-ban megjelentetett kislemeze listavezető lett a Billboard Hot 100-on. Ezzel mai napig tartja a rekordot, a Can’t Let Go azonban megszakította ezt a sikersorozatot azzal hogy „csak” a 2. helyre került. Careynek a későbbiekben sem sikerült megdöntenie az egymás utáni legtöbb listavezető kislemez rekordját sem, melyet Whitney Houston tart hét kislemezzel.
A Can’t Let Go tizenhét hetet töltött a Top 40-ben, és aranylemez lett. Az egyetlen slágerlista, melyet vezetett, az Adult Contemporary lista volt, ahol Careynek ez lett a negyedik listavezető száma egymásutánban. A Can’t Let Go nagy sikert aratott az USA-ban, az év végi összesített listán (1992) a 23. helyre került. Carey korábbi számaihoz hasonlóan elnyerte a BMI Pop Awardot, 1993-ban.
Kanadában a Top 10-be, az Egyesült Királyságban a Top 20-ba került, Ausztráliában azonban még a Top 50-be sem sikerült bekerülnie, és az angol nyelvű piacokon az egyik legkevésbé sikeres kislemeze lett.

## Szerzői jogi gondok
1992-ben Sharon Taber és Ron Gonzalez beperelték Careyt és Afanasieffet szerzői jogok megsértése miatt; azt állították, a Can’t Let Go az ő kiadatlan dalukból, a Right Before My Eyes-ból vett át részleteket engedély nélkül. A vád azt kérte, adják át nekik a stúdiófelvételeket, hogy kiderüljön, Carey és Afanasieff mondtak-e olyasmit a munka közben, ami bizonyítja bűnösségüket. Miután azonban ezeket meghallgatták, semmi bizonyítékot nem láttak arra nézve, hogy szándékosan másolták volna a dalt; Mariah csak abbéli félelmét fejezi ki, hogy a dal nagyon hasonlít egy korábbi, szintén általuk szerzett dalra.

## Videóklip és remixek
A videóklipet Jim Sonzero rendezte. Carey estélyi ruhában látható benne. A fekete-fehér klip egy nyíló, majd becsukódó rózsa közelképével kezdődik, illetve végződik. A kliphez a dal egy rövidebb változatát használták, melyben nincs benne a hosszú intró, illetve a magas hangok a végén.

## Változatok
- USA kislemez (CD, kazetta, 7" kislemez)

1. Can't Let Go (edit)
2. To Be Around You (album version)

- Brit kazetta

1. Can't Let Go (album version)
2. To Be Around You (album version)

A dal egy koncertfelvétele rákerült az 1993-ban megjelent MTV Unplugged EP-re is.

## Helyezések
| Slágerlista (1991)                             | Legmagasabb helyezés | Hányadik listavezető |
| ---------------------------------------------- | -------------------- | -------------------- |
| USA Billboard Hot 100                          | 2                    | –                    |
| USA Billboard Hot R&B/Hip-Hop Singles & Tracks | 2                    | –                    |
| USA Billboard Adult Contemporary               | 1 (3 hétig)          | 4.                   |
| Ausztrál ARIA kislemezlista                    | 63                   | –                    |
| Slágerlista (1992)                             | Legmagasabb helyezés | Hányadik listavezető |
| USA ARC Weekly Top 40                          | 1 (2 hétig)          | 6.                   |
| Kanadai kislemezlista                          | 7                    | –                    |
| Brit kislemezlista                             | 20                   | –                    |